# 江尻親良
江尻 親良（えじり ちかよし、生年不詳 - 永禄3年5月19日（1560年6月12日））は、戦国時代の武将。通称民部少輔。

## 略歴
今川家一門衆で朝比奈親徳の家臣。その姓から今川家臣久野氏の縁者と思われる。永禄3年（1560年）5月19日の桶狭間の戦いで今川軍本隊に従軍し、同日討死した。